# Росс, Кайла
Кайла Бриана Росс  (англ. Kayla Briana Ross, род. 24 октября 1996 года в Гонолулу, Гавайские острова) — американская гимнастка, олимпийская чемпионка (2012 года в командном первенстве). Трехкратная вице-чемпионка мира 2013 года.

## Личная жизнь
Кайла Росс родилась 24 октября в Гонолулу, на Гаваских островах, у Дженсена и Кианны Росс. Её отец имеет африканские и японские корни, а мать пуэрториканка. У неё есть младшие брат и сестра. Кайла учится в средней школе в Алисо-Вьехо, штат Калифорния.
Мать Росс говорит, что её дочь всегда была очень сильная и энергичная. "Она родилась мускулистой. Когда мы ходили в парк, все говорили: «Чей это малыш на гимнастическом снаряде „Джунгли“?». И я отвечала: «О, это мой ребёнок, не беспокойтесь о ней, она в порядке»." Её отец добавил: «Я прилагал все свои силы, чтобы заставить её сидеть в машине на её сиденье, а я довольно большой и сильный мужчина. Когда она родилась, мы воскликнули: „О боже, у неё уже есть трицепсы и квадрицепсы. Какого черта здесь происходит?“. А она просто была супер-сильная. Я имею в виду, в раннем возрасте она могла с лёгкостью висеть на гимнастическом снаряде».
Росс начала заниматься гимнастикой в возрасте трёх лет в Greenville Gymnastics Training Center в Гринвилле, Южная Каролина. Позже она тренировалась в Richmond Olympiad in Virginia и National Gymnastics Training Center в Алисо-Вьехо (Калифорния), после чего в 2005 году перешла в Gym-Max Gymnastics в Коста-Месе, Калифорния. Её тренер Женни Чжан был настроен скептически насчет будущего Росс в гимнастике. Она говорила: «У неё было квадратное туловище, короткие ноги и квадратные плечи». На что Хоуи Лян сказал: «Не волнуйтесь, у неё ещё вырастут длинные ноги», и оказался прав.

## Юниорская карьера

### 2009
В апреле Росс участвовала в турнире «Американская классика» в Сан-Диего, Калифорния. Она заняла второе место вслед за Маккензи Воффорд в многоборье с результатом 55,316.
В июле Кайла приняла участие в турнире «Девушка с обложки» в Де-Мойне, Айова. Она заняла первое место в многоборье с результатом 57,000. В финалах отдельных видов Росс заняла первое место в опорном прыжке (15,200), стала пятой не бревне (13,950) и пятой в вольных упражнениях (14,250).
В августе Росс соревновалась в Visa Championships в Далласе, Техас. Она заняла первое место в многоборье с двухдневной комбинированной оценкой в 114,00. В финалах отдельных видов она заняла первое место в опорном прыжке с оценкой 30,350, стала первой на бревне (29,000) и третьей в вольных упражнениях (28,200). В интервью после соревнований Кайла сказала: «Это была моя мечта — участвовать на этом турнире. Я смотрела его каждый год, с тех пор, как мне исполнилось 7 лет».
В ноябре Кайла принимала участие в Pan American Championships в бразильском Аракажу. Она помогла американской команде занять первое место в командном зачёте. В личных соревнованиях она заняла первое место в многоборье с результатом 57,400. В финалах отдельных видов она заняла первое место на брусьях (14,150), стала первой на бревне (15,000) и второй в вольных упражнениях (13,800).

### 2010
В марте Росс соревновались на City of Jesolo Trophy в Езоло, Италия. Она заняла второе место после россиянки Анастасии Гришиной в многоборье с результатом 56,700.
В апреле Росс соревновались на 2010 Pacific Rim Gymnastics Championships в Мельбурне, Австралия. Она помогла американской команде занять первое место в командном финале. Индивидуально, она заняла второе место позади своей соотечественницы Джордин Уибер в многоборье с результатом 58,000. В финалах отдельных видов она заняла первое место в опорном прыжке с результатом 15,100, стала второй на брусьях (14,250) и второй в вольных упражнениях (14,200.
В июле Росс принимала участие в турнире «Девушка с обложки» в Чикаго, штат Иллинойс. Она заняла третье место после Джордин Уибер и Кейтлин Охаши в многоборье с результатом 58,700. В финалах отдельных видов она заняла четвёртое место в опорном прыжке (15,200), стала четвёртой на брусьях (14,550), выиграла упражнение на бревне (15,250) и стала восьмой в вольных упражнениях (13,700).
В августе Росс участвовала в Visa Championship в Хартфорде, штат Коннектикут. Она заняла первое место в многоборье с двухдневной комбинированной оценкой в 116,450. В финалах отдельных видов, она заняла третье место в опорном прыжке (30,450), стала седьмой на брусьях (27,600), выиграла упражнения на бревне (29,900) и стала третьей в вольных упражнениях (28,500). После соревнований спортсменка сказала: «Это действительно прекрасное чувство, когда выигрываешь здесь второй раз подряд. Это отличная возможность, и я очень взволнована. Я знала, что это будет очень тяжелое соревнование».
В сентябре Росс выступила на Pan American Championships в Гвадалахаре, Мексика. Она помогла американской сборной стать первой в командном финале. В личной части соревнований она заняла первое место в многоборье с результатом 57,998. В финалах отдельных видов она заняла шестое на брусьях (13,350) и стал второй в вольных упражнениях (14,075).

### 2011
В марте Росс принимала участие в City of Jesolo Trophy в Езоло, Италия. Она выиграла многоборье с результатом 58,750. В июле Кайла приняла участие в турнире «Девушка с обложки» в Чикаго, Иллинойс. Она заняла первое место в многоборье с результатом 58,850. В финалах отдельных видов она заняла второе место в прыжках с оценкой 15,250, стала первой на брусьях (15,000), четвёртой на бревне (14,650) и третьей в вольных упражнениях (13,950). На вопрос, нервничала ли она, Кайла ответила: «Я до сих пор нервничаю, но этот турнир не такой крупный, как на Pac Rims, поэтому мы выступаем не столько за США, сколько за нашу собственную гимнастику, но я все ещё хочу показать свой лучший результат».
В августе Росс выступила на Visa Championships в Сент-Поле (штат Миннесота). Она заняла второе место в многоборье после Кейтлин Охаши с двухдневной комбинированной оценкой в 117,650. В финалах отдельных видов она заняла второе место на брусьях (29,600), стала второй на бревне (30,450) и шестой в вольных упражнениях (27,650).

## Взрослая карьера

### 2012
В марте Росс участвовала в Pacific Rim Gymnastics Championships в г. Эверетт, штат Вашингтон. Она помогла американской сборной занять общекомандное первое место в зачёте чемпионата. Кайла заняла второе место в многоборье вслед за Джордин Уибер со оценкой 59,200. В финалах отдельных видов она заняла второе место на брусьях (15,050), стала первой на бревне (15,375) и третьей в вольных упражнениях (14,375). После этого она сказала: «Я действительно не обращаю внимания на что-либо, прежде чем я выйду на помост, так что я не очень хорошо помню, что происходило до этого. Я просто сделала свою комбинацию на бревне так, как я всегда делаю это на тренировке. Я думаю, что это было одно из лучших моих выступлений. У меня было несколько мелких ошибок, но в общем программа была выполнена довольно чисто, и явно лучше, чем в первый раз (в командном финале)». Когда её спросили об Олимпиаде, Кайла ответила: «Есть всего несколько мест в команде, и шанс занять одно из них достаточно мал, так что ты просто должен приехать домой и тренироваться так усердно, как только можешь каждый день, и надеяться, что попадешь в команду. Я стараюсь получить больше опыта выступая во взрослых соревнованиях, показать что я умею и доказать, что я сильна, и что я опасный соперник».
В конце марта Росс приняла участие в City of Jesolo Trophy в Езоло, Италия. Она выиграла многоборье с результатом 59,850.
В мае Росс участвовала в Secret U.S. Classic в Чикаго, штат Иллинойс. Она заняла второе место после Эли Райсман в многоборье с результатом 59,800. В финалах отдельных видов она заняла второе место на брусьях (15,450), стала пятой на бревне (14,700) и пятой в вольных упражнениях (14,350).
В июне Кайла соревновались в Visa Championships в Сент-Луисе, штат Миссури. Она заняла четвёртое место в многоборье с двухдневной комбинированной оценкой в 119,950. В финалах отдельных видов она заняла второе место на брусьях (30,850), стала четвёртой на бревне (30,100) и шестой в вольных упражнениях (28,650). Росс сказала: «Я работаю над попаданием в олимпийскую сборную, это является моей главной целью. Я действительно хочу выступить в многоборье, но я думаю, что мои сильные стороны — это опорный прыжок, брусья и бревно, так что это то, что я хочу показать Марте здесь. Это такой же Visa Championships как и в любом другом году, но приближается Олимпиада и ставки выше, чем обычно. Всё, что я хочу сделать, это выйти и выполнить всё в соответствии с требованиями. Я тренировалась, как обычно, по программе, уделяя, возможно, немного больше внимания чистоте выступления, так что надеюсь, это поможет мне хорошо выступить».
В начале июля Росс соревновались на Olympic Trials в Сан-Хосе, штат Калифорния. После первого дня она сказала: «О, чёрт возьми, я люблю толпу. Я вышла и была шокирована. Были так много людей, и толпа была настолько громкой. Я был так взволнована, что так много людей смотрят на меня, особенно мои друзья и семья. У меня была огромная поддержка, и я была так счастлива, что все мои товарищи по команде смогли прийти, и что моя семья смогла прийти посмотреть на меня. Многие мои родственники приехали с разных концов страны». Она заняла пятое место в многоборье с двухдневной комбинированной оценкой в 120,000. В финалах отдельных видов она стала первой на брусьях (31,150) и заняла третье место на бревне (29,950). Позже Росс была выбрана в качестве члена команды, который будет отправлен на летние Олимпийские игры 2012. Кайла сказала: «Это невероятное чувство. Услышав, что моё имя называют, я даже не могла в это поверить».
Кайла Росс появилась на обложке Sports Illustrated с остальной частью женской гимнастической олимпийской сборной США на 18 июля 2012 в выпуске, посвящённом Олимпийским играм. Это был первый раз, когда вся олимпийская сборная была запечатлена на обложке журнала Sport Illustrated.

### Олимпийские игры в Лондоне
В конце июля на Олимпийских играх в Лондоне Кайла Росс в составе сборной США стала олимпийской чемпионкой в командном первенстве. Росс не вышла в финал разновысоких брусьев, она стала второй запасной с результатом 14,866. После квалификации Росс сказала: «Сегодня была очень захватывающая конкуренция. И я удивлена тем фактом, что я не сильно нервничала. Я думаю, мы всё сделали хорошо, и надеюсь, мы сможем так же хорошо выступить в финале, может быть, даже лучше, и исправить наши мелкие ошибки.» В финале командных соревнований Кайла выступила на брусьях с результатом 14,933 и на бревне с оценкой 15,133. После финала Кайла сказала: «Мы все выполнили свои упражнения блестяще и мы все очень гордимся друг другом. Было очень весело смотреть вольные упражнения. Маккайла и я вместе поддерживали нашу команду так громко, как только могли. Мы кричали очень громко».